# 오사와촌 (도치기현)
오사와촌(大沢村)은 도치기현의 북서부 가와치군에 속했던 촌이다.

## 역사
- 1889년 4월 1일 - 정촌제 시행에 의해 가와치군 오사와촌이 성립하였다.
- 19554년 11월 1일 - 시노이촌의 일부와 함께 이마이치시에 편입해 소멸하였다.

## 참고문헌
- 『栃木県町村合併誌 第三巻上』 栃木県、1956年3月。
- 『いまいち市史 通史編6』 今市市、2006年2月28日。